# Anthurium pallidiflorum
Anthurium pallidiflorum är en kallaväxtart som beskrevs av Adolf Engler. Anthurium pallidiflorum ingår i släktet Anthurium och familjen kallaväxter. Inga underarter finns listade.